# La battaglia dei giganti
La battaglia dei giganti (Battle of the Bulge) è un film di guerra del 1965 diretto da Ken Annakin.

## Trama
Nel dicembre 1944 i tedeschi lanciano un'imponente offensiva di mezzi corazzati nelle Ardenne; il generale di divisione tedesco Kohler espone al colonnello Hessler il piano di un'audace operazione per riconquistare il Belgio e obbligare alla ritirata in sole 50 ore gli anglo-americani, ormai fiduciosi del concludersi del conflitto entro Natale. Il comando anglo-americano sostiene infatti che l'esercito tedesco sia in rotta, nonostante il parere contrario del tenente colonnello Kiley, che intuisce la possibilità di un'imminente controffensiva.
Il colonnello Hessler attacca con i suoi panzer Tiger, che i carri armati americani Sherman non sono in grado di affrontare a causa della loro minore corazzatura e potenza di fuoco. L'ufficiale tedesco è fiducioso della riuscita del piano e, nonostante il parere contrario del suo caporale attendente, ottiene grandi successi addentrandosi in profondità dietro le linee nemiche, mentre i soldati tedeschi del tenente Schumacher, travestiti da polizia militare americana, alterano la segnaletica stradale e riescono a occupare e a mantenere intatto un ponte, indispensabile ai tedeschi per continuare la loro avanzata.
Il piano del generale Kohler sembra andare in porto ma il colonnello Hessler necessita di benzina, momentaneamente non disponibile data l'eccessiva distanza dei centri di rifornimento. L'ufficiale tedesco entra in contrasto con il suo attendente per l'ormai lampante verità sulle sorti del conflitto; nonostante gli ultimi avvenimenti infatti Hessler rivela al caporale che "la Germania sta combattendo una guerra che non può più vincere" suscitando la disperazione dell'anziano graduato, che lo accusa di pensare solo alla sua carriera e disilluso dalla moralità del suo comandante, chiede il trasferimento.
Hessler tuttavia continua la sua battaglia; dopo aver costretto i carri americani alla ritirata, marcia verso un deposito di rifornimento americano che il generale Grey dà ordine di distruggere. Gli uomini del maggiore bruciano i barili di benzina e li fanno rotolare giù da una collina in direzione dei carri tedeschi che vengono distrutti: il colonnello Hessler, deciso a non ritirarsi, rimane nel suo carro armato che esplode, uccidendolo, mentre i carristi tedeschi sopravvissuti e l'attendente di Hessler abbandonano i carri e si ritirano a piedi verso la linea di partenza.

## Versione italiana
Il film, fin dalla prima uscita nella versione italiana (Milano, cinema Alcione, 4 marzo 1966) subì dei pesanti tagli, soprattutto nella prima parte dove viene spiegata in modo dettagliato la posizione disperata dei tedeschi, che con la controffensiva nelle Ardenne speravano di ribaltare le sorti del conflitto.

## Eventi reali
Il personaggio del colonnello tedesco Hessler si ispira in parte alla figura di Joachim Peiper, colonnello delle Waffen-SS, che guidò l'elemento corazzato di punta durante le prime fasi dell'offensiva delle Ardenne. La figura del tenente Schumacher invece richiama le azioni effettuate dalla "150. Panzer-Brigade" agli ordini dello SS-Standartenfuhrer Otto Skorzeny nel quadro dell'operazione Greif. Skorzeny si fece paracadutare dietro le linee nemiche con i suoi uomini, vestiti come dei perfetti soldati americani, parlando come loro e arrivando anche a imitare lo slang statunitense; il piano era molto semplice, creare quanto più scompiglio potevano nella rete di comunicazioni americana, arrivando perfino a deviare il traffico militare con stratagemmi di vario genere, anche molto semplici, come girare nella direzione opposta i cartelli stradali.
Un altro obiettivo dell'operazione era quello di impadronirsi di alcuni ponti della Mosa per facilitare la controffensiva tedesca nelle Ardenne. L'operazione dal punto di vista strettamente tecnico fu un successo, anche se la controffensiva delle Ardenne fu per i tedeschi un disastro.

## Produzione
Come un po' in tutti i film che prevedono l'impiego di mezzi corazzati della seconda guerra mondiale, anche in questo i famosi Panzer VI Tiger II sono sostituiti da quello che la produzione poteva reperire, ossia gli americani M47 Patton con insegne tedesche. Da parte americana, invece degli M36 Jackson e M4 Sherman furono usati gli M24 Chaffee. Il film fu girato in Spagna, e l'esercito spagnolo fornì circa 75 veicoli, compresi i carri armati, e 500 soldati da usare come comparse.
Come consulente tecnico e storico fu chiamato l'ex generale della Wehrmacht Meinrad von Lauchert, che aveva comandato la 2ª Divisione panzer durante l'offensiva delle Ardenne.
Nel film vengono riprodotte due canzoni della propaganda nazista: una è il Panzerlied (inno dei carristi della Wehrmacht dell'epoca e che venne usato anche dalla Bundeswehr della Germania fino al 2017), l'altra è Rose Marie, un'aria di operetta di Broadway scritta nel 1924 da Rudolf Friml e Herbert Stothart, i testi di Otto Harbach e Oscar Hammerstein II e diventata popolare in tutto il mondo.
All'inizio del film la voce narrante afferma che "l'ottava armata (inglese) di Montgomery era a nord, la terza (americana) di Patton era a sud...". Invece l'ottava armata inglese era sul fronte italiano e nel novembre 1943 Montgomery aveva passato il comando al generale Leese. Nel dicembre 1944 Montgomery comandava il secondo gruppo d'armata schierato tra il Belgio e l'Olanda.
All'uscita del film l'ex generale Eisenhower, che era stato il comandante in capo delle forze alleate in Europa, convocò una conferenza stampa per denunciare gli errori presenti nel film. I capi militari americani, nonostante fossero passati ormai vent'anni dalla fine della guerra, faticavano ad ammettere che avevano gravemente sottovalutato le possibilità dei tedeschi di lanciare un attacco massiccio in pieno inverno e in un settore ritenuto, erroneamente, impraticabile per i mezzi corazzati.